# (615) Росвита
(615) Росвита (нем. Roswitha) — астероид главного пояса, который относится к спектральному классу C. Он был открыт 11 октября 1906 года немецким астрономом Августом Копффом в Гейдельбергской обсерватории и назван в честь немецкой святой Хросвиты Гандерсгеймской.

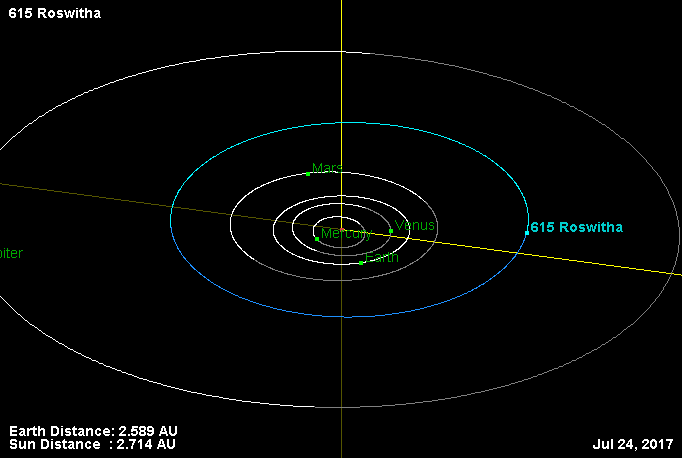
Орбита астероида Росвита и его положение в Солнечной системе